# Conservatoire à rayonnement régional de Saint-Maur-des-Fossés
Das Conservatoire à rayonnement régional de Saint-Maur-des-Fossés ist das Konservatorium (Städtische Musikschule) der Stadt Saint-Maur-des-Fossés in Frankreich. Es wird gegenwärtig von etwa 1200 Kindern, Jugendlichen und Erwachsenen besucht.

## Geschichte
Das Konservatorium wurde 1933 gegründet. 2007 wurde es vom französischen Kultusministerium als Conservatoire à Rayonnement Régional (CRR) klassifiziert.

## Abteilungen
Das Konservatorium ist in die Abteilungen Bühnenkunst, Soloinstrumente, Tanz, Wissenschaft, Orchesterinstrumente, Alte Musik und „Pratique Collective“ (gemeinsame Übungen) gegliedert. Es wird u. a. Instrumentalunterricht für Klavier, Gitarre, Orgel, Violine, Viola, Cello, Kontrabass, Querflöte, Oboe, Klarinette, Horn, Fagott, Trompete, Posaune, Harfe und Schlagzeug angeboten. In der Abteilung für Alte Musik werden zusätzlich die Instrumente Cembalo, Blockflöte, Gambe, Barockgeige und Barockposaune unterrichtet.

## Ausbildungsstufen
Die Ausbildung ist in drei Stufen gegliedert. In der ersten Stufe („1er cycle“) werden ausschließlich Kinder der Stadt Saint-Maur-des-Fossés unterrichtet. Die Ausbildung in der ersten Stufe dauert etwa 2 bis 5 Jahre. Die Ausbildung der zweiten Stufe dauert ebenfalls 3 bis 5 Jahre. Die dritte Stufe ist in eine Kurzstufe und in eine Spezialisierungsstufe („Le 3ème cycle spécialisé“) gegliedert. Letztere dauert 2 bis 4 Jahre und bereitet den Schülern die Möglichkeit, sich auf eine erweiterte Berufsausbildung vorzubereiten.

## Abschlusszeugnisse
Die zweite Ausbildungsstufe wird mit einem „Brevet“ abgeschlossen. Die dritte Stufe endet mit einem Certifikat oder mit einem Diplôme d’Études Musicales, Diplôme d’études chorégraphiques oder Diplôme d’études théâtrales.

## Gebühren
Der Besuch des Konservatoriums ist kostenpflichtig.

## Dozenten
- Bruno Mantovani (* 1974), Direktor
- Thierry Escaich (* 1965)
- Olivier Latry (* 1962)
- Éric Lebrun (* 1967)
- Gaston Litaize (1909–1991)
- Pierre Pincemaille (1956–2018)

## Absolventen
- Christophe Mantoux
- Christoph Schoener, „Premier Prix a l’unanimité“.
- Silvius von Kessel, „Diplôme de Concertiste“ 1994.
- Bernd Scherers